# 老漳河
老漳河，位于中华人民共和国河北省南部，为滏东排河源流之一，原为古漳河故道，清康熙年间，漳河入卫后成为排沥河道。现老漳河起自邯郸市丛台区小西堡乡（邯郸经济技术开发区管辖）赵寨村东南的赵寨闸，承接生产团结渠尾水，（《中国河湖大典·海河卷》记录称起自曲周县河南疃镇东水疃村）蜿蜒向北流经曲周县、平乡县东部、广宗县西部和巨鹿县东部等地区，于宁晋县东南耿庄桥镇孙家口村东南与小漳河汇流构成滏东排河。河长116.7千米，汇流面积1897平方千米。